# Gołańcz
Gołańcz (niem. Gollanz, Gollantsch) – miasto w województwie wielkopolskim, w powiecie wągrowieckim, siedziba gminy miejsko-wiejskiej Gołańcz.
Gołańcz uzyskała lokację miejską w 1361 roku. W latach 1975–1998 miasto administracyjnie należało do województwa pilskiego.
Według danych GUS z 31 grudnia 2012, miasto liczyło 3431 mieszkańców.

## Historia
Miasto i gmina Gołańcz mają długą i bogatą historię. Najstarsze ślady osadnictwa na tym terenie sięgają neolitu – 6 tys. lat. Pierwsze wzmianki o osadzie Gołańczy sięgają roku 1222 – w dokumentach wymieniono ją jako jedną z wsi płacących dziesięcinę klasztorowi cystersów w Łeknie. W roku 1399 Gołańcz nazwana została miastem, a w dokumencie wspomina się o obywatelu miasta Gołańczy, mieszczaninie Sieciesławie. Od początku swego istnienia należała do rodu Pałuków-Gołańczewskich, a następnie do ich następców, tj. Grudzińskich, Smoguleckich, Flemingów, Przebendowskich, Malechowskich, Mielżyńskich, Czarneckich i Hutten-Czapskich. W swojej długiej historii Gołańcz traciła prawa miejskie i ponownie je odzyskiwała. Była niszczona przez obcych najeźdźców i odbudowywana później przez jej mieszkańców i dziedziców. 1–3 maja 1656 roku, podczas najazdu szwedzkiego, bohaterski opór stawiała 200-osobowa załoga miejscowego zamku złożona z miejscowej szlachty i chłopów. Zginęło wówczas w całej Gołańczy 425 osób, 4 razy więcej niż w słynnej bitwie pod Racławicami. Następnie Gołańcz stawała się własnością kolejno rodów Flemingów, Przebendowskich, Malechowskich, Mielżyńskich, Czarneckich i Hutten-Czapskich. Mieszkańcy Gołańczy i najbliższej okolicy brali czynny udział w powstaniach narodowych, a szczególnie wyróżnili się w powstaniu wielkopolskim.
W okresie międzywojennym Gołańcz wchodziła w skład powiatu wągrowieckiego i liczyła 1400 mieszkańców, w tym około 100 Niemców i 25 Żydów. Ludność utrzymywała się głównie z rolnictwa.

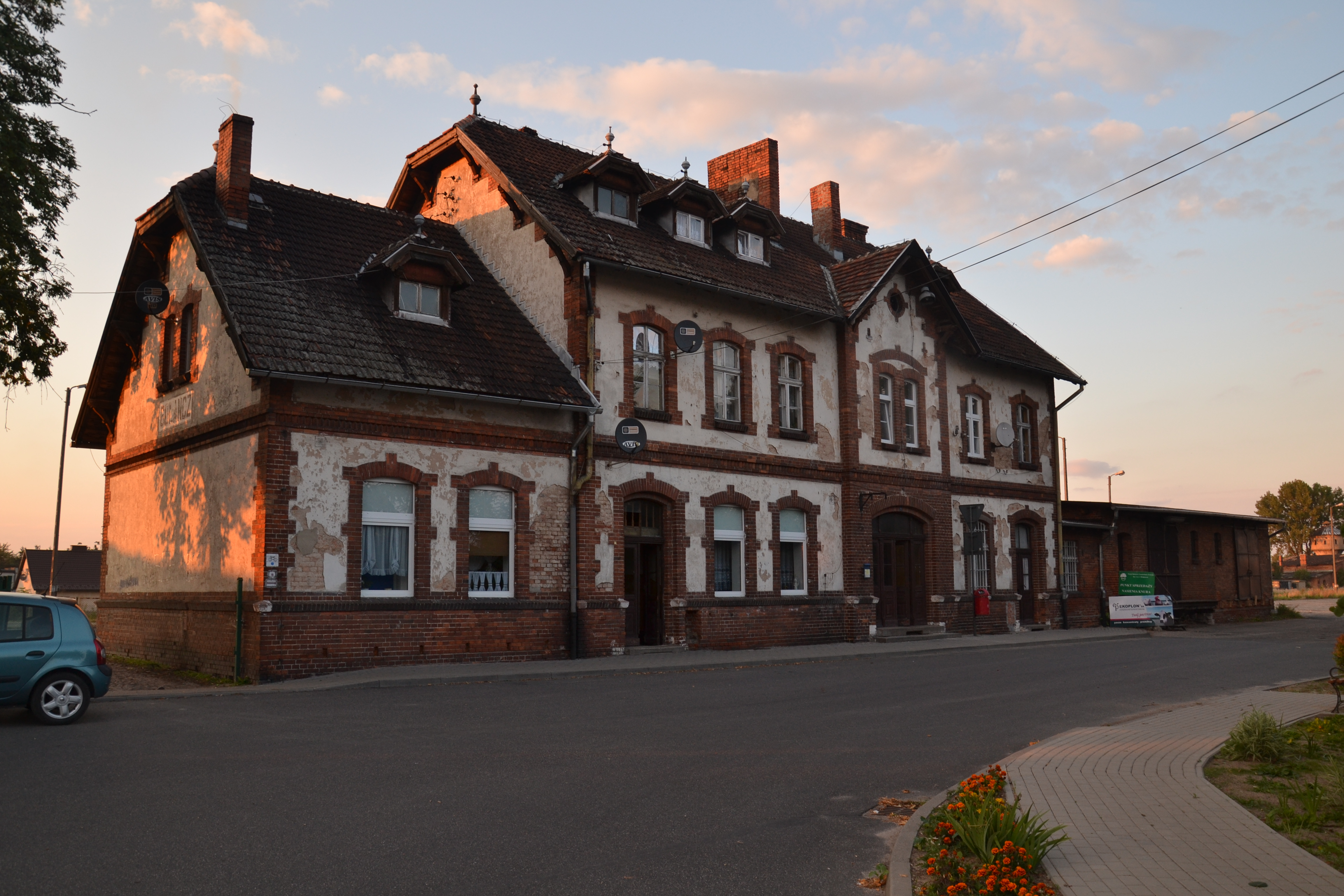
Dworzec kolejowy z 1907 r.

Działał tutaj tartak, młyn, mleczarnia i hotel. W 1907 roku wybudowany został dworzec kolejowy, istniała także poczta, szkoła, posterunek policji oraz bank i apteka. 7 września 1939 roku do miasta wkroczyły wojska niemieckie. Nazwa miasta została zamieniona na niem. Gollantsch, a w 1941 roku Niemcy nadali miastu nazwę na Schwertburg. Na terenie miasta działał ruch oporu: Placówka Gołańcz ZWZ-AK (Okręg Północny Karpaty V) dowodzona przez dr. Piotra Kowalika ps. Albin od 1941 roku oraz organizacja Polska Niepodległa od 1940 roku. Część ludności polskiej została wysiedlona do Generalnego Gubernatorstwa. 22 stycznia 1945 roku do miasta wkroczyły jednostki Armii Czerwonej. 1 stycznia 1949 do Gołańczy włączono Smolary. W latach 1945–1989 miasto rozwinęło się. Wzrosła liczba jego mieszkańców, wybudowane zostało nowe osiedle im. Karola Libelta przez ówczesny kombinat PGR, powstały także nowe osiedla mieszkaniowe na Smolarach i przy ulicy Zamkowej oraz Walki Młodych. Mieszkańcy byli zatrudniani, m.in. w kombinacie PGR, Spółdzielni Kółek Rolniczych, POZAMECIE, tartaku, mleczarni, Gminnej Spółdzielni Samopomoc Chłopska.
W październiku 1945 roku powstała Dwuletnia Szkoła Rolnicza, kształcąca kadry dla miejscowego rolnictwa. W czerwcu 1990 roku oddany został do użytku elewator zbożowy mogący pomieścić jednorazowo 50 tys. ton zboża, jeden z największych w północno-zachodniej Polsce. Zmiany społeczno-polityczne i ustrojowe po 1989 roku, jakie zaszły w kraju, dotknęły także Gołańcz. Typowe zjawiska dla okresu przejściowego, czyli bezrobocie i upadek zakładów pracy oraz wprowadzenie gospodarki rynkowej, spowodowały chwilowe załamanie się dotychczasowych struktur gospodarczych. W latach 90. miejscowe władze samorządowe dokonały modernizacji ulic i Rynku, powstała nowa sieć wodociągowa i sanitarna, większość mieszkańców posiadała telefony. Powstała nowa sieć placówek usługowo-handlowych, oczyszczalnia ścieków i nowoczesna stacja wodociągowa, rozbudowano szkołę podstawową. Na 1999 rok planowane było oddanie do użytku nowych obiektów na 600-lecie miasta.

## Demografia

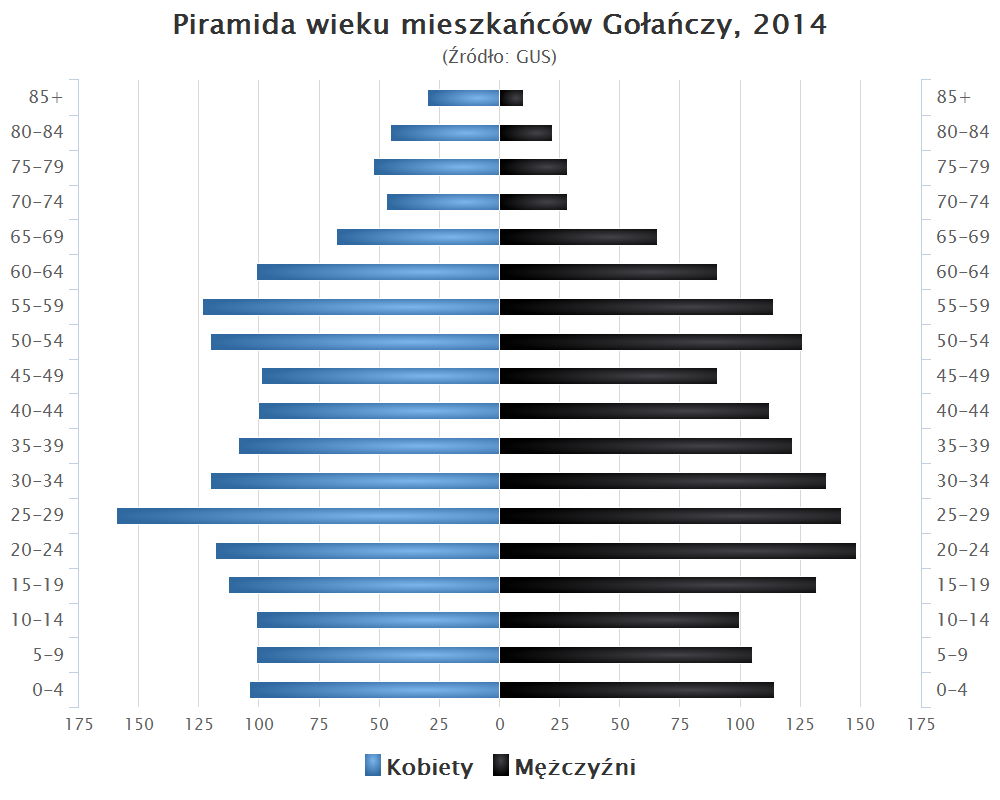
Piramida wieku mieszkańców Gołańczy w 2014 roku

## Zabytki
- ruiny zamku z XIV-XV wieku

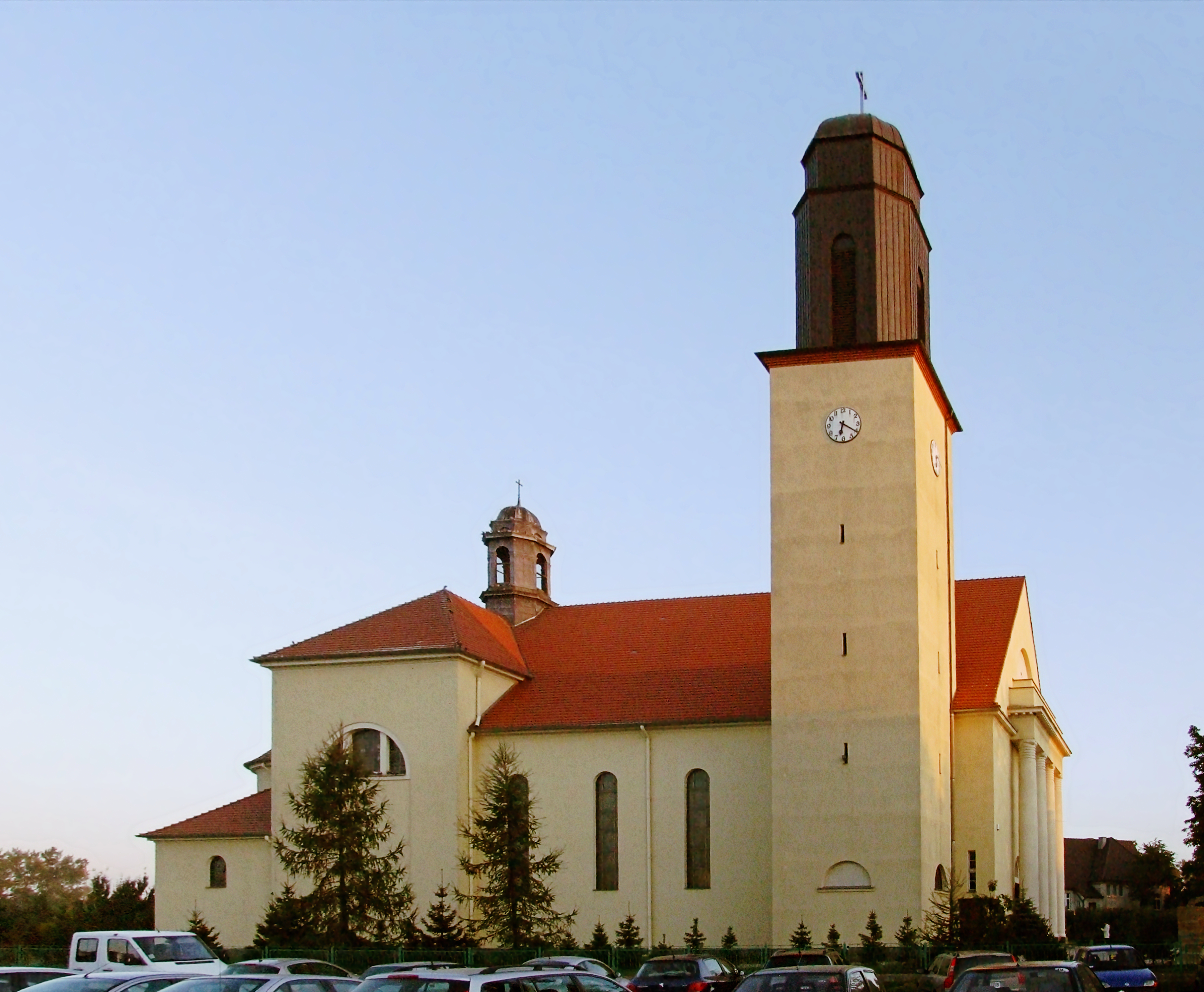
Kościół św. Wawrzyńca z lat 1931–1934 proj. Stefan Cybichowski

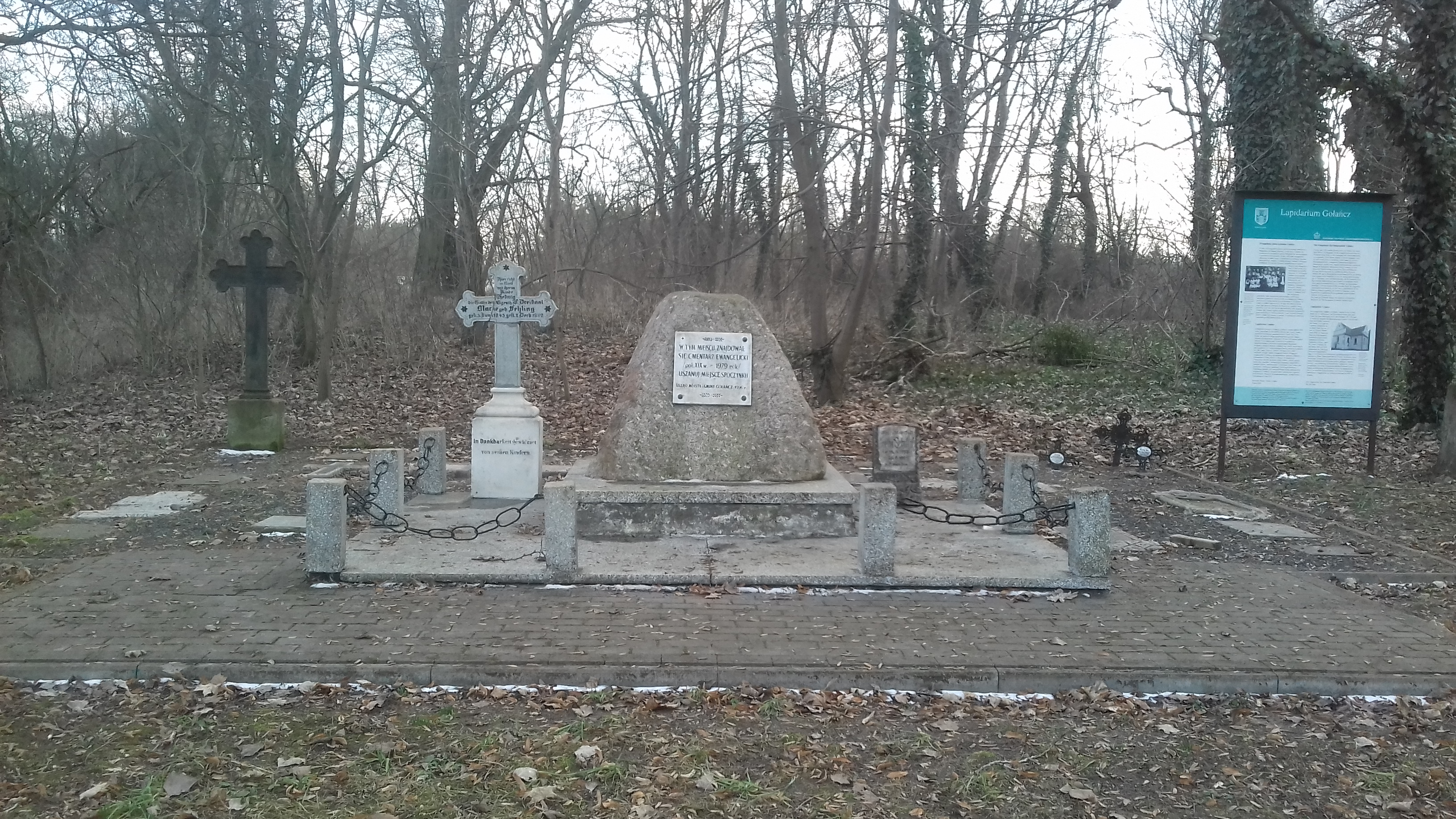
Miejsce upamiętniające istnienie cmentarza ewangelickiego

- gotycko-barokowy kościół i klasztor pobernardyński z XV-XVII wieku
- zabudowa z końca XIX i początku XX wieku na Rynku i pobliskich ulicach
- dworzec kolejowy z 1907 roku
- kościół parafialny św. Wawrzyńca z lat 1931–1934 według projektu Stefana Cybichowskiego
- schrony bojowe Armii „Poznań” z 1939 roku
- pozostałość po dawnym cmentarzu żydowskim
- cmentarz ewangelicki z II poł. XIX w.
- pomnik św. Wawrzyńca